# Caitlin Cronenberg
Caitlin Cronenberg, född 1984, är en kanadensisk filmregissör. Hon gjorde långfilmsdebut med filmen Humane, som hade premiär 2024. Innan det hade hon jobbat i flera år som fotograf.
Hon är dotter till David Cronenberg och syster till Brandon Cronenberg, båda regissörer.

## Filmografi
- 2024 – Humane